# Santo Cristo (Rio de Janeiro)
Santo Cristo è un quartiere (bairro) della zona centrale della città di Rio de Janeiro in Brasile.

## Amministrazione
Santo Cristo fu istituito come bairro a sé stante il 23 luglio 1981 come parte della Regione Amministrativa I - Portuaria del municipio di Rio de Janeiro.